# شاهدخت کینشنای
شاهدخت کینشنای (به ژاپنی: 覲子内親王) سنیومون- این، تولد ۱۱۸۱ – مرگ ۱۵ اوت ۱۲۵۲، یک زن در اوایل دوره کاماکورا دختر تانگو نو تسوبونه و امپراتور گو شیراکاوا بود. پدربزرگ او فوجیوارا نو کانه‌زانه بود.